# Derby de Dundee
Le derby de Dundee est la rivalité existante entre le Dundee Football Club et Dundee United, les deux principaux club de la quatrième ville d'Écosse.
Le Dundee FC a vu le jour en 1893 tandis que Dundee United a été fondé en 1909. Si Dundee United a été créé par la communauté irlandaise de la ville, il n'est pas question de revendication ou fierté irlandaise de la part du club, contrairement au Celtic Glasgow.
Le Dundee FC joue à domicile au Dens Park depuis 1899 tandis que Dundee United évolue depuis sa création au Tannadice Park. À l'instar du derby du Merseyside, la proximité des deux enceintes a contribué au développement de la rivalité entre les deux clubs.
Le Dundee FC a longtemps eu une avance en termes de victoires dans les derbies et de palmarès par rapport à Dundee United. Mais à partir des années 1970, les Terrors de Dundee United ont su inverser la tendance. Ces derniers font la différence sur la scène européenne, en ayant participé à plus de coupes d'Europe que les Dees du Dundee FC (26 campagnes européennes pour United, 7 pour Dundee FC) et en ayant atteint la finale de la coupe UEFA 1986-1987.
Le bilan des confrontations est également à l'avantage de Dundee United : 72 victoires pour ce dernier contre 45 pour le Dundee FC et 37 scores de parité. Le palmarès est quant à lui équilibré ; les deux clubs ont notamment remporté chacun un championnat d'Écosse.

## Navigation
- Dundee FC
- Dundee United
- Championnat d'Écosse de football
- Liste de derbies et de rivalités dans le football